# Sangue (album)
| Recensione | Giudizio |
| ---------- | -------- |
| Newsic.it  | 7,15/10  |

Sangue è il primo album in studio della rapper e cantautrice italiana BigMama, pubblicato l'8 marzo 2024 dall'etichetta discografica Sony Music.

## Descrizione
Il progetto discografico affronta diverse tematiche legate alla vita dell'artista, tra cui l'abuso sessuale subito a sedici anni e il percorso di chemioterapie per il trattamento del linfoma di Hodgkin, diagnosticatale nel 2020. In un'intervista rilasciata a Rockol la cantautrice ha raccontato il significato dell'album:

## Promozione
L'album è stato anticipato dal singolo La rabbia non ti basta, uscito il 7 febbraio 2024 con il quale la cantante ha partecipato al Festival di Sanremo 2024.

## Tracce
Testi di Marianna Mammone, eccetto dove indicato.
1. Fortissima Freestyle – 2:03 (musica: Federico Mercuri, Giordano Cremona, Leonardo Grillotti, Eugenio Maimone)
2. Cento occhi – 2:24 (testo: Marianna Mammone, Jacopo Èttorre – musica: Federico Mercuri, Giordano Cremona, Leonardo Grillotti, Eugenio Maimone, Jacopo Èttorre)
3. La rabbia non ti basta – 3:09 (testo: Marianna Mammone, Maria Lodovica Lazzerini – musica: Enrico Botta, Enrico Brun)
4. Sangue – 3:17 (musica: Francesco Fugazza, Damiano Ramberti)
5. Ragazzina – 2:58 (testo: Marianna Mammone, Francesca Calearo – musica: Francesca Calearo, Michele Canova Iorfida)
6. Dea – 3:12 (musica: Damiano Ramberti, Enrico Brun)
7. Mama non mama (feat. La Niña) – 2:33 (testo: Marianna Mammone, Carola Moccia – musica: Francesco Barbaglia, Carola Moccia, Alfredo Maddaluno)
8. Malocchio – 3:00 (Marianna Mammone, Damiano Ramberti)
9. Touchdown (feat. Myss Keta) – 2:16 (testo: Marianna Mammone, Roberto Santini. Roberto Gallo Salsotto, Alessandro Viale – musica: Damiano Ramberti, Enrico Brun, Roberto Santini. Roberto Gallo Salsotto, Alessandro Viale)
10. Bomba a mano – 3:20 (musica: Damiano Ramberti, Francesco Fugazza)
11. Veleno – 4:20 (musica: Mark Harris, Marianna Mammone)
12. Mamasutra – 2:17 (musica: Damiano Ramberti, Enrico Brun)

Traccia bonus nella riedizione streaming
1. Fa strano (Lady Marmalade) (feat. Gaia, La Niña e Sissi) – 3:45

## Classifiche
| Classifica (2024) | Posizione massima |
| ----------------- | ----------------- |
| Italia            | 22                |